# Смысл любви
«Смысл любви» — цикл из пяти статей Владимира Соловьёва, опубликованный в журнале «Вопросы философии и психологии» в 1892—1894 годах.
Как пишет А. Ф. Лосев в своей монографии о философе, «здесь Вл. Соловьёв в виде единственного пути спасения для человечества проповедует половую любовь, которую он, правда, чрезвычайно одухотворяет, так что под сомнением остается даже вся её физиология, как об этом можно судить в примечаниях (VII, 22). По Соловьёву, эта любовь не имеет никакого отношения к деторождению, она есть преодоление эгоизма, слияние любящего и любимого в одно нераздельное целое; она есть, правда, слабое воспроизведение отношений Христа и церкви; она есть образ вечного всеединства».

## Основное содержание и выдержки
Согласно А. Ф. Лосеву, «самое главное - это правильно понимать, что имеет в виду Вл. Соловьёв в данном трактате под термином “половая любовь”. Дело в том, что “половой” звучит по-русски слишком натуралистически и прозаически. Скорее - это термин биологический, физиологический, даже слишком мало психологический, скорее бытовой и обывательский. Сам Вл. Соловьёв считает этот термин совершенно неудачным для своей теории и употребляет его, как он сам говорит, только за неимением термина более подходящего».

### Статья первая (предварительные замечания)
Соловьёв начинает с последовательного опровержения того взгляда, что задачей любви между мужчиной и женщиной является размножение, что она лишь средство продолжения рода. В действительности, говорит автор, смысл её коренится не в родовой, а в индивидуальной жизни, и ставит вопрос о том, в чём же этот смысл состоит.
«Обыкновенно смысл половой любви полагается в размножении рода, которому она служит средством. Я считаю этот взгляд неверным — не на основании только каких-нибудь идеальных соображений, а прежде всего на основании естественноисторических фактов. Что размножение живых существ может обходиться без половой любви, это ясно уже из того, что оно обходится без самого разделения на полы. Значительная часть организмов как растительного, так и животного царства размножается бесполым образом: делением, почкованием, спорами, прививкой. Правда, высшие формы обоих органических царств размножаются половым способом. Но во-первых, размножающиеся таким образом организмы, как растительные, так отчасти и животные, могут также размножаться и бесполым образом (прививка у растений, партеногенезис у высших насекомых), а во-вторых, оставляя это в стороне и принимая как общее правило, что высшие организмы размножаются при посредстве полового соединения, мы должны заключить, что этот половой фактор связан не с размножением вообще (которое может происходить и помимо этого), а с размножением высших организмов. Следовательно, смысла половой дифференциации (и половой любви) следует искать никак не в идее родовой жизни и ее размножении, а лишь в идее высшего организма» (1, I).

### Статья вторая
При первом подходе к ответу на этот вопрос Соловьёв обозначает половую любовь как силу, реально преодолевающую человеческий эгоизм, причём в этом она имеет преимущество перед остальными видами любви - мистической, материнской, дружеской, любовью к искусствам и наукам, любовью к Отечеству или даже всему человечеству. Примечательно рассуждение философа о сущности эгоизма:
«Основная ложь и зло эгоизма не в этом абсолютном самосознании и самооценке субъекта, а в том, что, приписывая себе по справедливости безусловное значение, он несправедливо отказывает другим в этом значении; признавая себя центром жизни, каков он и есть в самом деле, он других относит к окружности своего бытия, оставляет за ними только внешнюю и относительную ценность... Эгоизм никак не есть самосознание и самоутверждение индивидуальности, а напротив - самоотрицание и гибель» (2, III).

### Статья третья
Соловьёв теперь высказывает оригинальнейшую идею: полное осуществление любви между мужчиной и женщиной ещё не имело место в истории. Дело её никогда не было завершено до конца. Но такое положение вовсе не является доказательством того, что любовь вовсе неосуществима или иллюзорна сама по себе. Первым шагом к её успеху должно стать выяснение её подлинной цели. Какова же она?
«Задача любви состоит в том, чтобы оправдать на деле тот смысл любви, который сначала дан только в чувстве; требуется такое сочетание двух данных ограниченных существ, которое создало бы из них одну абсолютную идеальную личность...

Но истинный человек в полноте своей идеальной личности, очевидно, не может быть только мужчиной или только женщиной, а должен быть высшим единством обоих. Осуществить это единство, или создать истинного человека, как свободное единство мужского и женского начала, сохраняющих свою формальную обособленность, но преодолевших свою существенную рознь и распадение, - это и есть собственная ближайшая задача любви» (3, I).
А «создание истинного человека», в свою очередь, есть не что иное, как восстановления в человеке и человечестве образа Божия; тема любви между мужчиной и женщиной оказывается наполненной религиозным содержанием. И тут Соловьёв высказывает ещё одну из важнейших идей трактата:
«Духовно-физический процесс восстановления образа Божия в материальном человечестве никак не может совершиться сам собой, помимо нас... Если неизбежно и невольно присущая любви идеализация показывает нам сквозь эмпирическую видимость далекий идеальный образ любимого предмета, то, конечно, не затем, чтобы мы им только любовались, а затем, чтобы мы силой истинной веры, действующего воображения и реального творчества преобразовали по этому истинному образцу не соответствующую ему действительность, воплотили его в реальном явлении... (3, III)

Но абсолютная индивидуальность не может быть преходящей, и она не может быть пустой. Неизбежность смерти и пустота нашей жизни совершенно несовместимы с тем повышенным утверждением индивидуальности своей и другой, которое заключается в чувстве любви» (3, IV).
Философ переходит к теме победы над смертью.

### Статья четвёртая
«Само по себе ясно, что, пока человек размножается, как животное, он и умирает, как животное. Но столь же ясно, с другой стороны, и то, что простое воздержание от родового акта нисколько не избавляет от смерти: лица, сохранившие девство, умирают, умирают и скопцы; ни те, ни другие не пользуются даже особенною долговечностью. Это и понятно. Смерть вообще есть дезинтеграция существа, распадение составляющих его факторов. Но разделение полов, не устраняемое их внешним и преходящим соединением в родовом акте, - это разделение между мужским и женским элементом человеческого существа есть уже само по себе состояние дезинтеграции и начало смерти. Пребывать в половой раздельности - значит пребывать на пути смерти, а кто не хочет или не может сойти с этого пути, должен по естественной необходимости пройти его до конца. Кто поддерживает корень смерти, тот неизбежно вкусит и плода её. Бессмертным может быть только целый человек, и если физиологическое соединение не может действительно восстановить цельность человеческого существа, то, значит, это ложное соединение должно быть заменено истинным соединением, а никак не воздержанием от всякого соединения, т. е. никак не стремлением удержать in Statu quo разделённую, распавшуюся и, следовательно, смертную человеческую природу» (4, I).
Такое соединение есть акт истинной духовности, силу же для него Бог сообщит человеку по благодати:
«Ложная духовность есть отрицание плоти, истинная духовность есть её перерождение, спасение, воскресение (4, IV).

Человек может зиждительно восстановлять образ Божий в живом предмете своей любви только так, чтобы вместе с тем восстановить этот образ и в самом себе; а для этого он у самого себя силы не имеет, ибо если б имел, то не нуждался бы и в восстановлении; не имея же у себя, должен получить от Бога» (4, V).
Конец четвёртой и пятая статья посвящены развитию идей, проходящих через всё творчество Владимира Соловьёва - учениям о всеединстве и Вечной Женственности.
«Дело истинной любви прежде всего основывается на вере... Признавать безусловное значение за данным лицом или верить в него (без чего невозможна истинная любовь) я могу, только утверждая его в Боге, следовательно, веря в самого Бога и в себя как имеющего в Боге средоточие и корень своего бытия...

Так как для Бога, вечного и нераздельного, все есть вместе и зараз, все в одном, то утверждать какое-нибудь индивидуальное существо в Боге - значит утверждать его не в его отдельности, а во всем или, точнее, в единстве всего...

Там, т. е. в истине, индивидуальное лицо есть только луч, живой и действительный, но нераздельный луч одного идеального светила - всеединой сущности. Это идеальное лицо, или олицетворенная идея, есть только индивидуализация всеединства, которое неделимо присутствует в каждой из этих своих индивидуализаций. Итак, когда мы воображаем идеальную форму любимого предмета, то под этою формой нам сообщается сама всеединая сущность. Как же мы должны её мыслить? (4, VI)

То идеальное единство, к которому стремится наш мир и которое составляет цель космического и исторического процесса... истинно есть как вечный предмет любви Божией, как Его вечное другое.

Этот живой идеал Божьей любви, предшествуя нашей любви, содержит в себе тайну её идеализации. Здесь идеализация низшего существа есть вместе с тем начинающая реализация высшего, и в этом истина любовного пафоса. Полная же реализация, превращение индивидуального женского существа в неотделимый от своего лучезарного источника луч вечной Божественной женственности, будет действительным, не субъективным только, а и объективным воссоединением индивидуального человека с Богом, восстановлением в нем живого и бессмертного образа Божия.

Для Бога Его другое (т. е. вселенная) имеет от века образ совершенной Женственности, но Он хочет, чтобы этот образ был не только для Него, но чтобы он реализовался и воплотился для каждого индивидуального существа, способного с ним соединяться. К такой же реализации и воплощению стремится и сама вечная Женственность, которая не есть только бездейственный образ в уме Божием, а живое духовное существо, обладающее всею полнотою сил и действий. Весь мировой и исторический процесс есть процесс её реализации и воплощения в великом многообразии форм и степеней» (4, VII).

### Статья пятая
«Наше перерождение неразрывно связано с перерождением вселенной, с преобразованием её форм пространства и времени. Истинная жизнь индивидуальности в её полном и безусловном значении осуществляется и увековечивается только в соответствующем развитии всемирной жизни, в котором мы можем и должны деятельно участвовать, но которое не нами создается. Наше личное дело, поскольку оно истинно, есть общее дело всего мира - реализация и индивидуализация всеединой идеи и одухотворение материи. Оно подготовляется космическим процессом в природном мире, продолжается и совершается историческим процессом в человечестве» (5, II).
Одним из условий такого осуществления является изменение отношения человека к природе, об остальных же приходится лишь догадываться:
«Установление истинного любовного, или сизигического, отношения человека не только к его социальной, но и к его природной и всемирной среде - эта цель сама по себе ясна. Нельзя сказать того же о путях её достижения для отдельного человека. Не вдаваясь в преждевременные, а потому сомнительные и неудобные подробности, можно, основываясь на твёрдых аналогиях космического и исторического опыта, с уверенностью утверждать, что всякая сознательная действительность человеческая, определяемая идеею всемирной сизигии и имеющая целью воплотить всеединый идеал в той или другой сфере, тем самым действительно производит или освобождает реальные духовно-телесные токи, которые постепенно овладевают материальною средою, одухотворяют её и воплощают в ней те или другие образы всеединства - живые и вечные подобия абсолютной человечности» (5, V).

## Классификация любви
Владимир Соловьёв является автором ряда статей в Энциклопедическом словаре Брокгауза и Ефрона, в том числе статьи «Любовь». В этой статье он даёт свою квалификацию видов любви:
- любовь родителей к детям;
- любовь детей к родителям;
- супружеская или половая любовь.

## Оценки
Н. А. Бердяев считал, что «"Смысл любви" Вл. Соловьёва - самое замечательное, что было написано о любви». По мнению князя Трубецкого,
У Бёме и Баадера мы находим в общем то же учение о распадении единой целостной человеческой личности вследствие греха на две половины (пола) и о задаче любви — восстановления единой, целостной человеческой личности (андрогина). С этой точки зрения Баадер, например, совершенно так же, как Соловьев, объясняет «фантасмагорию половой любви», ту правду любовной экзальтации, в силу которой предмет любви кажется любящему прекраснее и лучше, чем он есть на самом деле. По Баадеру, тут в земном человеческом образе просвечивает «София или небесное человечество»; в подъеме любовного чувства человек слышит призыв осуществить ее в самом себе и в предмете своей любви.Е. Н. Трубецкой, «Миросозерцание В. С. Соловьёва», Том 1, с. 581—582.